# Chisquilla (distrito)
Chisquilla é um distrito peruano localizado na província de Bongará, departamento Amazonas. Sua capital é a cidade de Chisquilla.

## Transporte
O distrito de Chisquilla é servido pela seguinte rodovia:
- AM-106, que liga o distrito deMolinopampa à cidade de Florida [2][3][4]